# Def Comedy Jam
Def Comedy Jam es una serie de televisión de HBO producida por Russell Simmons .
La serie estuvo en emisión desde el 1 de julio de 1992 al 2 de mayo de 1997. Simmons se inspiró en la película The Nutty Profesor para crear el programa, que regresó a HBO en 2006. Def Comedy Jam ayudó a lanzar las carreras de varios afroamericanos estadounidenses.

## Crítica
El espectáculo fue criticado por abusar del lenguaje soez y las representaciones negativas de afroamericanos. Estas críticas las explicaron algunos de los comediantes quiénes iniciaron en el espectáculo gracias al programa  en un Netflix Original especial celebrando el 25.º aniversario del espectáculo se llamó Def Comedy Jam 25

## Spin-offs
El espectáculo produjo un spinoff llamado Loco slam.

## Liberaciones de medios de comunicación de la casa
El espectáculo esta actualmente disponible en DVD boxsets en los EE. UU. y el Reino Unido.

## Algunos comediantes que aparecieron en Def Comedy Jam
- Martin Lawrence
- Dave Chappelle
- Chris Rock
- Cedric the Entertainer
- Bernie Mac
- Chris Tucker
- Eddie Griffin
- Jamie Foxx
- Tracy Morgan
- Katt Williams
- Craig Robinson
- Russell Peters
- Mike Epps